# Памятник морякам судна «Куба»
Памятник морякам судна «Куба» — памятник морякам, погибшим в результате затопления судна «Куба», проводившего исследования в Каспийском море, у мыса Шоулан 14 сентября 1857 года. В результате крушения погибли 22 члена экипажа, 57 человек были спасены. После этой трагедии в целях обеспечения безопасности судов было начато строительство маяков на Апшероне . Автором проекта памятника, установленного в 1889 году в Шувеляне, стал архитектор Иоганн Эдель.

## История
После завершения процесса завоевания азербайджанских ханств царской Россией с конца 1850-х годов начались исследования Каспийского моря посредством специальной Каспийской астрономической и гидрографической экспедиции. Основной задачей экспедиции было всестороннее и полное описание Каспийского моря с целью составления его подробной и точной карты. Руководил экспедицией капитан 2-го ранга, специалист-гидрограф Николай Ивашинцов. В 1856 году экспедиция приступила к работе. Но в том же году от холеры умер астроном экспедиции.
11 сентября 1857 года из Астрахани в Баку на судне «Куба» вместе с ценными данными отправилась Каспийская астрогидрографическая экспедиция для составления более точной карты Каспия. Эту обширную и ценную информацию, собранную под руководством Николая Ивашинцова, ждали в Баку военные, а также местные органы власти. 14 сентября погода была пасмурной, ветреной и дождливой. К вечеру, когда судно уже достигло Апшерона, ветер ещё более усилился. Корабль дважды ударился о подводные камни. От этих ударов проломился борт парохода в носовой части, а также лопнули насосы судового двигателя. Получив повреждения во многих местах от ударов волн, судно стало тонуть. Начальник экспедиции погрузился в море вместе с кораблем, однако был вынесен волной к скале и смог ухватиться за конец верёвки. На берег его вытащил мичман Ясенский. Командир парохода лейтенант Поскочин, лейтенант Кошкуль и лейтенант Симонов погибли. Вместе с ними погибли все исследования и заметки экспедиции. В течение ночи самые тяжелораненые были перевезены на арбах в село Шувелян. Все офицеры и нижние чины разместились в доме отставного офицера Абдулы Ахундова, который с помощью местных властей обеспечил выживших пищей и одеждой. 15 сентября на место крушения прибыли командующий Бакинской морской станцией капитан 1-го ранга К.Фрейганг и уездный начальник Л.Пигулевский. 16 сентября всех раненых перевезли в Баку, днём позже туда прибыла и остальная команда с офицерами. Следственную комиссию, созданную для изучения случившегося, возглавил главный командир Астраханского порта и Каспийской флотилии контр-адмирал Вульф. В ходе расследования выяснилось, что гибель парохода произошла не вследствие ошибки экипажа, а от удара судна о подводную, ранее неизвестную и на карте не отмеченную каменную гряду, а также из-за неожиданной смены направления ветра при шторме и сильного тумана.
Каспийские экспедиции под руководством Ивашинцова продолжались до 1867 года. Он впервые объяснил причины изменения береговой линии, особенности течений, исчезновения и возникновения островов Каспийского моря. Под руководством Ивашинцова был определен 61 астрономический пункт, впервые произведён подробный промер всего Каспийского моря, обнаружены глубины свыше 900 м, собраны образцы воды, грунтов. На основе его исследований через 20 лет был издан атлас Каспийского моря, а позднее была составлена карта глубин.

## Установка памятника
Большинство погибших были похоронены вблизи места крушения, в общей братской могиле, над которой был воздвигнут скромный памятник. 30 ноября 1887 года эту могилу посетил капитан 2-го ранга П.Орлов, который нашёл памятник в плачевном положении. Он пришёл к решению собрать деньги для ремонта памятника. Это предложение было хорошо воспринято князем Л.Ухтомским, и Орлов начал сбор средств. С 15 декабря 1887 года по 23 августа 1889 года на сооружение памятника 124 человека пожертвовали в общей сумме 277 рублей 74 копейки. Автором воздвигнутого в 1889 году памятника стал Иоган Эдель.
В советский период памятник пребывал в запустении. Крест с памятника был демонтирован. Уже в период независимости Азербайджана, в 2005 году, накануне 60-летия Дня Победы в Великой Отечественной войне, памятник был отреставрирован.

## Фотогалерея

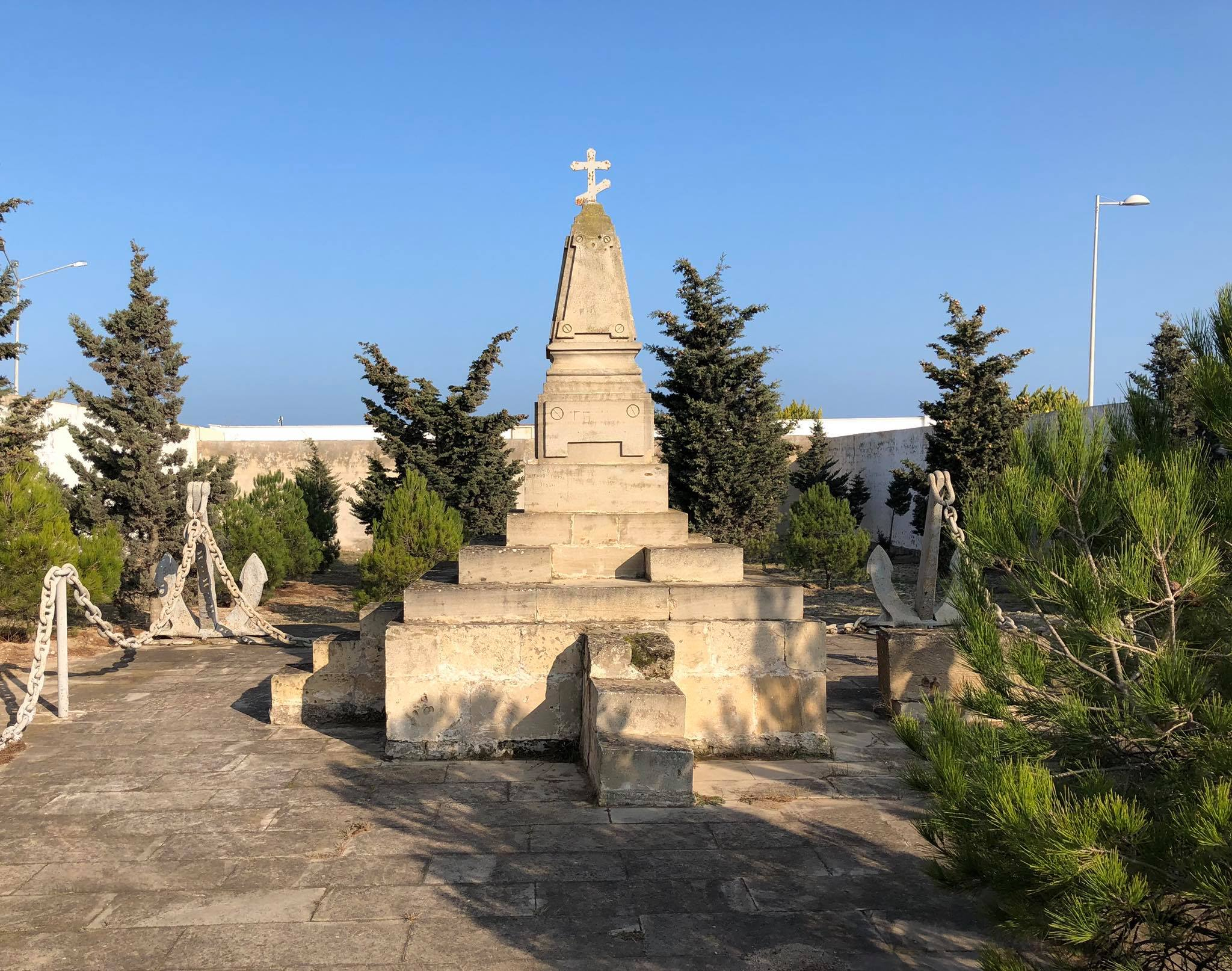
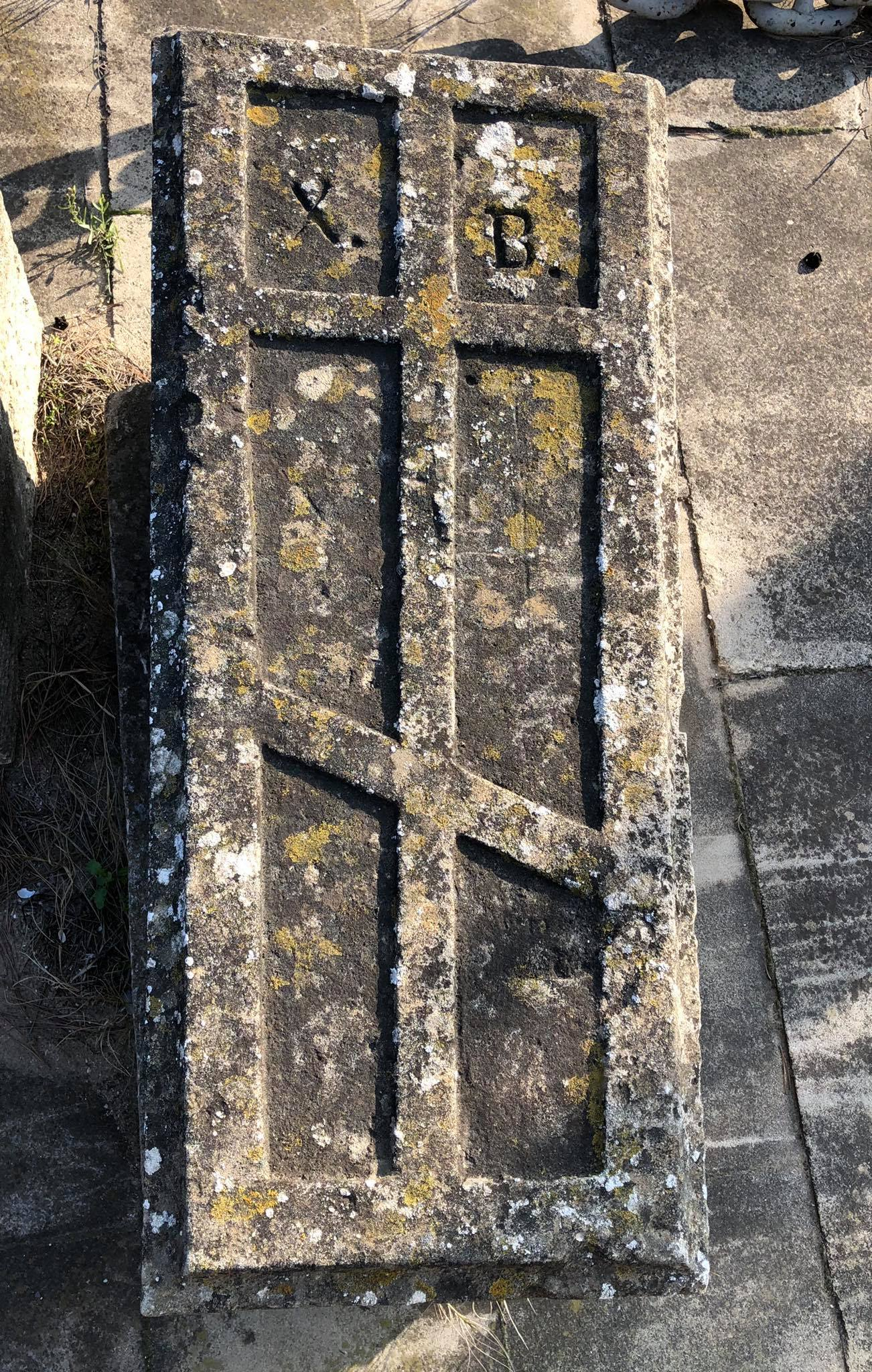
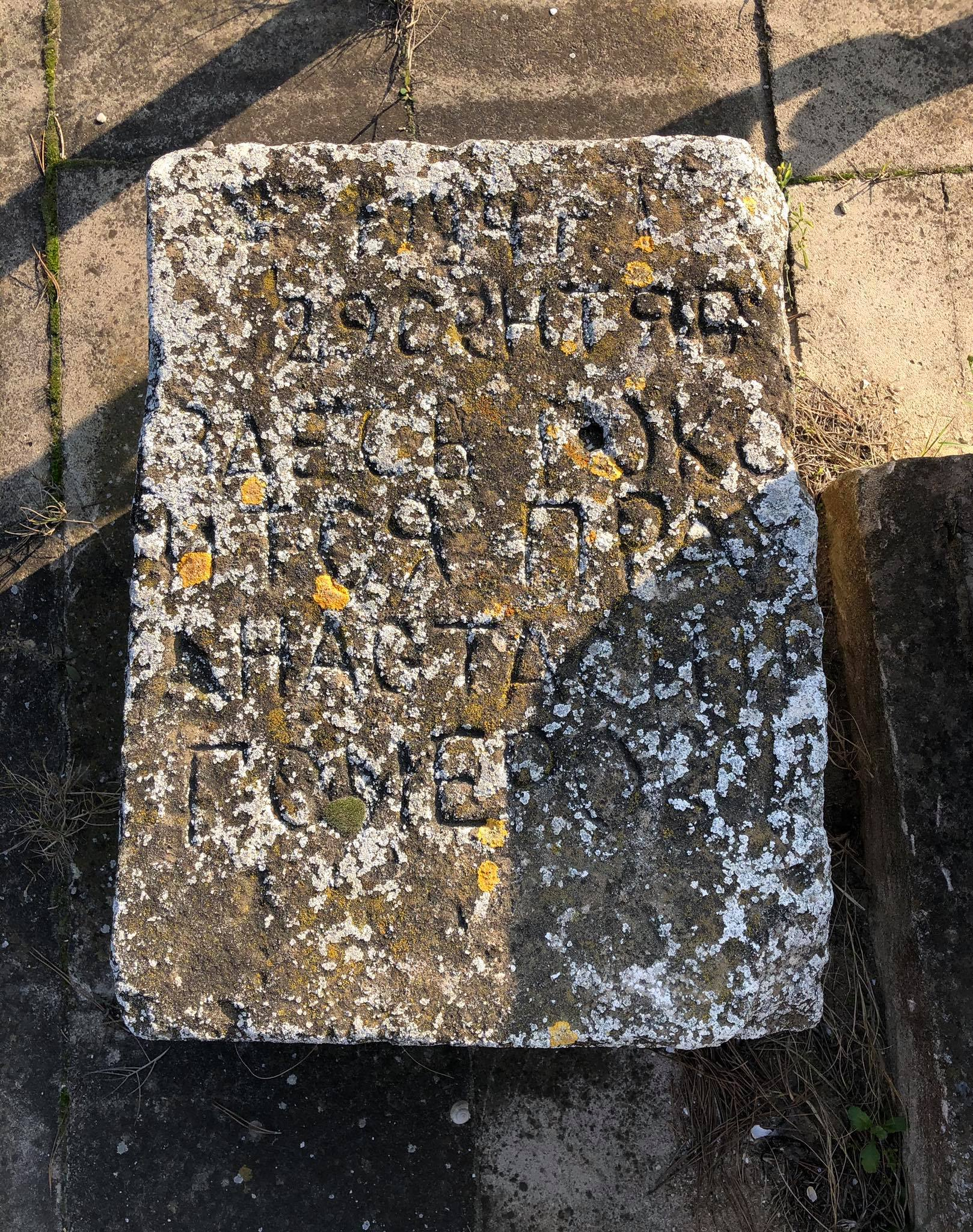
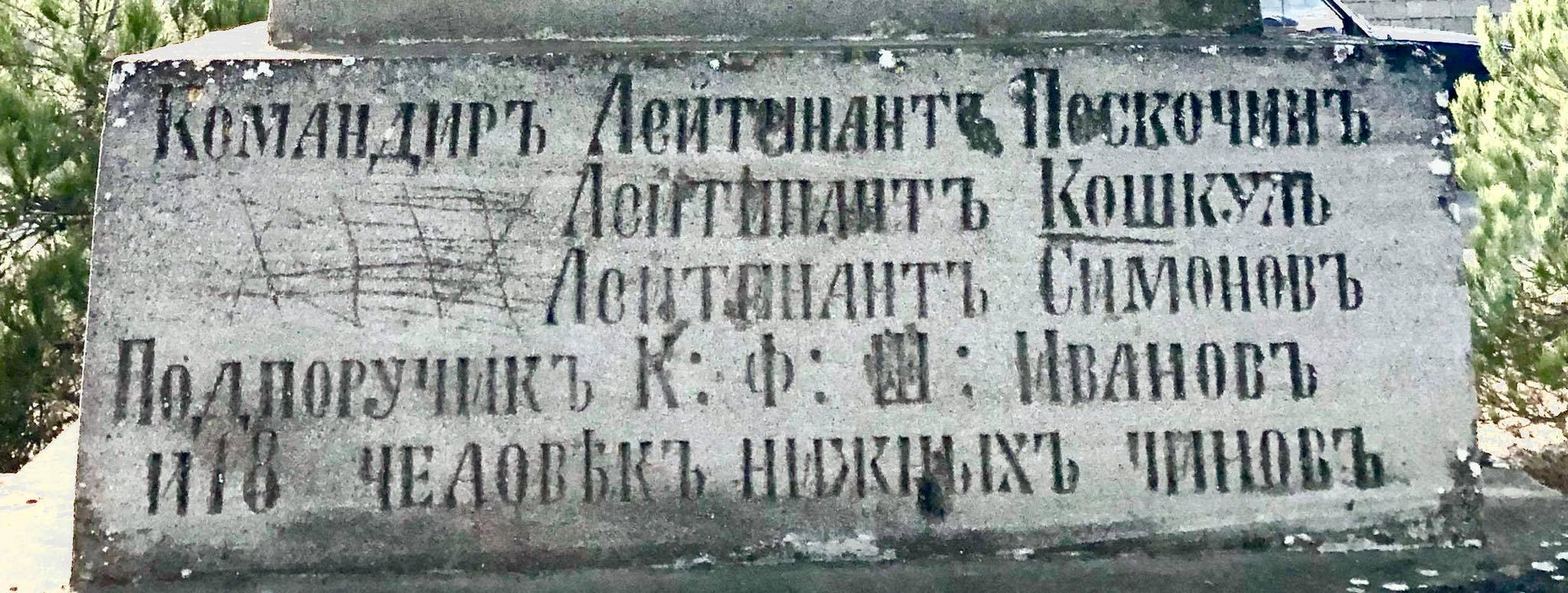
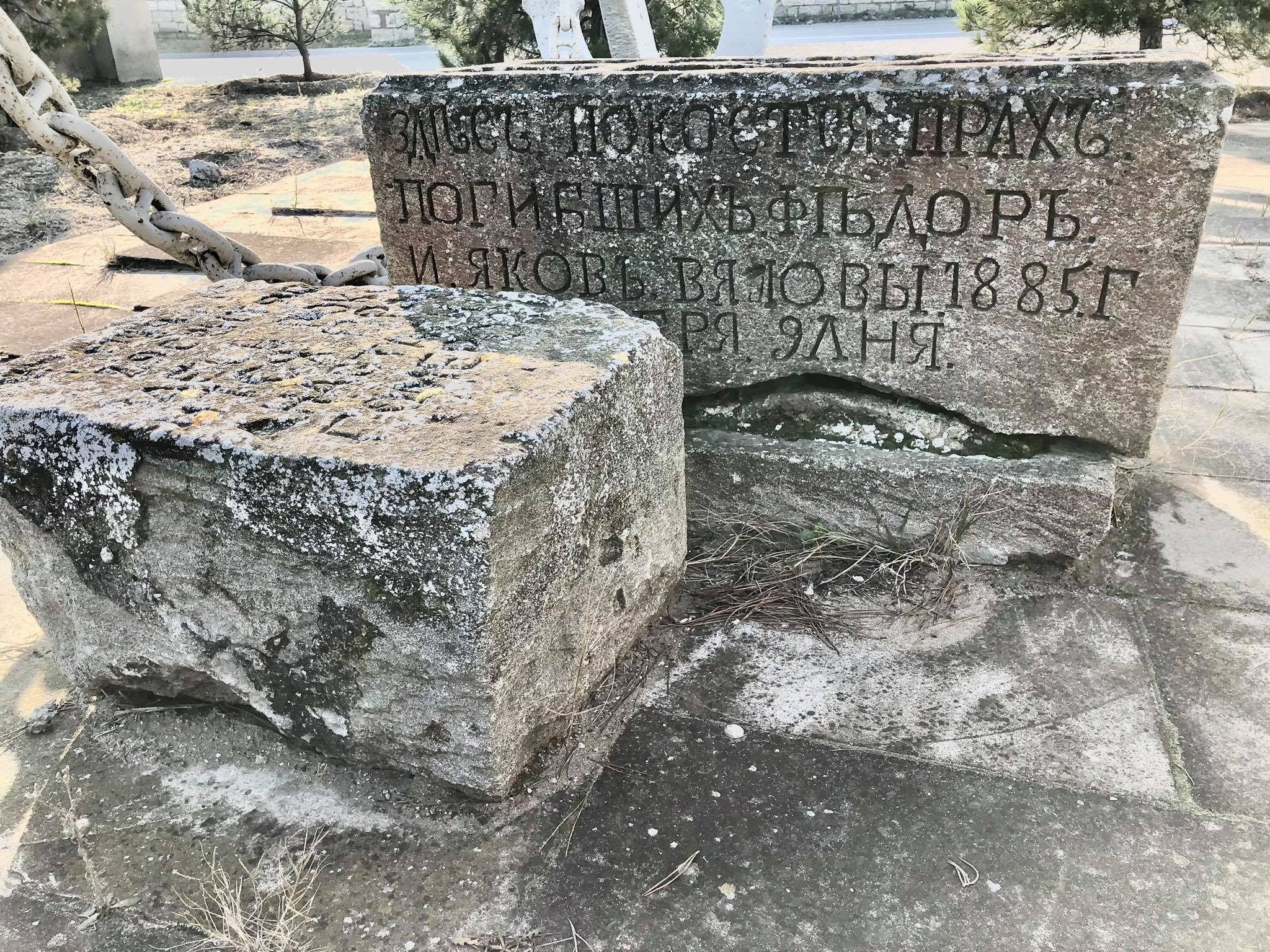